# كينيث مانينغ
كينيث مانينغ (بالإنجليزية: Kenneth Manning) هو كاتب أمريكي، ولد في 11 ديسمبر 1947 في ديلون في الولايات المتحدة.